# Gerard Descarrega Puigdevall
Gerard Descarrega Puigdevall   (Reus, 2 de maig de 1994) és un atleta paralímpic català amb una discapacitat visual que competeix principalment a la categoria T11 . Ha representat Espanya als Jocs Paralímpics d'estiu de 2012, 2016 i 2020 i en diversos campionats mundials i europeus.

## Biografia
Va néixer el 2 de maig de 1994, a Reus, Tarragona. Té una discapacitat visual provocada per la retinosi pigmentària, una malaltia visual degenerativa.
Després dels Jocs Paralímpics d'estiu de 2012 va traslladar-se a Madrid, al Centre d'alt Rendiment Joaquín Blume per centrar-se en la seva preparació física. El desembre de 2013 va assistir a un esdeveniment en què la companyia d'assegurances espanyola Santa Lucía Seguros es va convertir en patrocinadora del Comitè Paralímpic Espanyol per donar suport a aquest tipus de patrocini.

## Atletisme
Descarrega és un atleta paralímpic que competeix principalment en la categoria T11 tot i que anteriorment ha competit en la categoria T12.
Es va estrenar en el Mundial d'Atletisme Paralímpic de Nova Zelanda del 2011 on va aconseguir dos tercers llocs, en els 400 metres en la categoria T12 i en el relleu 4x100 metres amb discapacitat visual masculí amb Xavier Porras (T11), Martín Parejo Maza (T11) i Maximiliano Óscar Rodríguez Magi (T12) que van acabar en el rècord nacional d'Espanya de 45,45 segons.
Va competir als Jocs Paralímpics d'estiu de 2012 a Londres, Anglaterra, on va acabar quart en la cursa de 400 metres. A partir dels següents Jocs paralímpics ha competit en la categoria T11 en la que ha aconseguit dos ors en la modalitat 400 m (Rio 2016 i Tòquio 2020). A principis de 2024 va patir una lesió al tendó d'Aquil·les, que no el va permetre arribar en forma als Jocs Paralímpics d'Estiu de 2024.
Actualment posseeix les millors marques nacionals T11 en els 60, 100, 200, 400 i 800 metres llisos i a nivell europeu els rècords T11 en els 400 i 800 metres llisos.